# Coupe arabe des nations de football 1964
Navigation
Liban 1963 Irak 1966
Les Coupe arabe des nations 1964 opposent cinq nations arabes et se déroulent au Koweït. Il s'agit de la 2e édition de cette compétition qui se déroule au Koweït. Se déroulant du 13 au 19 novembre 1964, la compétition s'est déroulée sous forme de championnat mettant aux prises cinq nations différentes. 
C'est l'Irak qui remporte la compétition de football pour la première fois lors de cette édition grâce à ses 3 victoires et 1 match nul lui permettant d'obtenir 7 points, sachant que 4 matchs se sont déroulés et que chaque victoire rapporte 2 points. La Libye prend la seconde place alors que le Koweït décroche la troisième place.

## Compétition

### Classement
| Rang | Équipe   | Pts | J | G | N | P | Bp | Bc | Diff |  | Résultats (▼ dom., ► ext.) |  |     |     |     |     |
| ---- | -------- | --- | - | - | - | - | -- | -- | ---- |  | -------------------------- |  | --- | --- | --- | --- |
| 1    | Irak     | 7   | 4 | 3 | 1 | 0 | 6  | 2  | +4   |  | Irak                       |  | 1-1 | 1-0 | 1-0 | 3-1 |
| 2    | Libye    | 6   | 4 | 2 | 2 | 0 | 9  | 4  | +5   |  | Libye                      |  |     | 1-1 | 2-1 | 5-2 |
| 3    | Koweït   | 3   | 4 | 1 | 1 | 2 | 5  | 5  | 0    |  | Koweït                     |  |     |     | 2-3 | 2-0 |
| 4    | Liban    | 3   | 4 | 1 | 1 | 2 | 4  | 5  | -1   |  | Liban                      |  |     |     |     | 0-0 |
| 5    | Jordanie | 1   | 4 | 0 | 1 | 3 | 3  | 10 | -7   |  | Jordanie                   |  |     |     |     |     |

### Résultats
| 13 novembre 1964 | Koweït | 0 - 1 | Irak | Koweït |  |
|                  |        |       |      |        |  |

| 13 novembre 1964 | Jordanie | 0 - 0 | Liban | Koweït |  |
|                  |          |       |       |        |  |

| 15 novembre 1964 | Libye | 2 - 1 | Liban | Koweït |  |
|                  |       |       |       |        |  |

| 15 novembre 1964 | Koweït | 2 - 0 | Jordanie | Koweït |  |
|                  |        |       |          |        |  |

| 17 novembre 1964 | Irak | 1 - 0 | Liban | Koweït |  |
|                  |      |       |       |        |  |

| 17 novembre 1964 | Libye | 5 - 2 | Jordanie | Koweït |  |
|                  |       |       |          |        |  |

| 18 novembre 1964 | Koweït | 1 - 1 | Libye | Koweït |  |
|                  |        |       |       |        |  |

| 18 novembre 1964 | Irak | 3 - 1 | Jordanie | Koweït |  |
|                  |      |       |          |        |  |

| 19 novembre 1964 | Koweït | 2 - 3 | Liban | Koweït |  |
|                  |        |       |       |        |  |

| 19 novembre 1964 | Irak | 1 - 1 | Libye | Koweït |  |
|                  |      |       |       |        |  |

## Vainqueur
| Vainqueur de la Coupe arabe des nations de football 1964 Irak 1er titre |